# 2023无畏契约全球冠军赛
2023无畏契约全球冠军赛是竞技游戏《无畏契约》（又称《瓦罗兰特》，台湾地区译作《特战英豪》）(英语：Valorant) 的电子竞技锦标赛。本次全球冠军赛是拳头游戏举行的第三届《无畏契约》全球冠军赛，同时该赛事也是 2023 年无畏契约冠军巡回赛 (VCT) 系列赛其中的最后一项赛事。比赛将于2023年8月7日至27日在美国加利福尼亚州洛杉矶举行。 根据各联赛常规赛、2023年东京大师赛和地区资格预选赛的成绩，16 支队伍最终获得了参赛资格。
“Ticking Away（流光似箭）”是本次比赛的主题曲，由Grabbitz与bbno$合作制作。 

## 比赛场馆
洛杉矶被选为本届赛事的举办城市。比赛的大部分时间将在圣殿剧院举行，最后三天的前 4 名队伍之间的比赛将在KIA论坛体育馆举行。 
| 洛杉矶, 加利福尼亚州 | 洛杉矶, 加利福尼亚州                  |
| -------------------- | ------------------------------------- |
| 圣殿剧院             |                                       |
| KIA论坛体育馆        |                                       |
|                      | 2023无畏契约全球冠军赛 (洛杉矶都会区) |

## 参赛队伍
十六支队伍有资格参加本次赛事，每只队伍都是通过各自的联赛或地区资格预选赛获得参赛资格。EMEA地区季后赛或东京大师赛期间每个联赛的前 3 名队伍将立即获得参赛资格，而其他 7 支队伍队则必须在包括中国在内的各自地区的地区资格预选赛中一决高下。以下队伍获得了本次赛事的参赛资格：  
| 联赛地区 | 联赛地区 | 队伍            | 晋级方式                   |
| -------- | -------- | --------------- | -------------------------- |
| EMEA     | EMEA     | Fnatic          | EMEA联赛冠军               |
| EMEA     | EMEA     | Team Liquid     | EMEA联赛亚军               |
| EMEA     | EMEA     | FUT Esports     | EMEA联赛季军               |
| EMEA     | EMEA     | Giants Gaming   | EMEA地区LCQ预选赛冠军      |
| EMEA     | EMEA     | Natus Vincere   | EMEA地区LCQ预选赛亚军      |
| 美洲     | 美洲     | Evil Geniuses   | 东京大师赛美洲第一名       |
| 美洲     | 美洲     | NRG             | 东京大师赛美洲第二名       |
| 美洲     | 美洲     | LOUD            | 东京大师赛美洲第三名       |
| 美洲     | 美洲     | KRÜ Esports     | 美洲LCQ预选赛冠军          |
| 太平洋   | 太平洋   | Paper Rex       | 东京大师赛太平洋地区第一名 |
| 太平洋   | 太平洋   | DRX             | 东京大师赛太平洋地区第二名 |
| 太平洋   | 太平洋   | T1              | 东京大师赛太平洋地区第三名 |
| 太平洋   | 太平洋   | ZETA DIVISION   | 太平洋地区LCQ预选赛冠军    |
| 中国     | 中国     | Edward Gaming   | 中国区预选赛冠军           |
| 中国     | 中国     | Bilibili Gaming | 中国区预选赛亚军           |
| 中国     | 中国     | FunPlus Phoenix | 中国区预选赛季军           |

- Team Liquid 、 Fnatic和 KRÜ Esports 连续三年进入本系列赛事。
- LOUD 、 Paper Rex 、 Edward Gaming 、 FunPlus Phoenix和 ZETA DIVISION 连续两年年进入本系列赛事。
- NRG有史以来第一次进入本系列赛事，而他们的核心选手Optic Gaming和Envy则已经是第三次。
- DRX连续两年进入本系列赛事，而他们的核心选手 Vision Strikers 则已经连续三年进入。
- Natus Vincere有史以来第一次进入本系列赛事，而来自FunPlus Phoenix 的EMEA 的核心成员则已经连续两年进入。
- Evil Geniuses 、FUT Esports、 Giants Gaming 、 T1和Bilibili Gaming首次进入本系列赛事。[6] [7] [8]

## 小组赛阶段
小组赛将于2023年8月7日至14日举行。所有16支队伍被分为4组，每组四支队伍，采用GSL式的双败淘汰赛制进行比赛。比赛以三局两胜的系列赛形式进行。只有每组前2名的队伍才有资格进入淘汰赛。

### 分组规则
16支队伍被分为4组，每组4队。同一赛区的队伍不能分在同一组。如果一支队伍与同一地区的另一支队伍被分到同一组，他们将被分入下一个组，但 EMEA地区通过LCQ预选赛进入的2号种子 Natus Vincere 除外。比赛按照抽签分组进行，1组的队伍对阵4组的队伍，2组的队伍对阵3组的队伍。这些小组是根据东京大师赛和地区预选赛中队伍的表现来确定的。 

## 淘汰赛阶段
淘汰赛为双败淘汰赛，将于 2022 年 8 月 17日至 27 日举行。除败者组决赛和总决赛为五局三胜外，所有比赛均为三局两胜。

### 晋级队伍
八支队伍从小组赛阶段晋级双败淘汰赛。
| 小组 | 小组 | 队伍            | 地区   |
| ---- | ---- | --------------- | ------ |
| A组  | A组  | Paper Rex       | 太平洋 |
| A组  | A组  | Edward Gaming   | 中国   |
| B组  | B组  | Evil Geniuses   | 美洲   |
| B组  | B组  | FUT Esports     | EMEA   |
| C组  | C组  | FNATIC          | EMEA   |
| C组  | C组  | Bilibili Gaming | 中国   |
| D组  | D组  | DRX             | 太平洋 |
| D组  | D组  | LOUD            | 美洲   |

## 奖池
拳头游戏将今年冠军赛的奖金池从去年的 100 万美元提高到了 225 万美元。冠军获胜者将获得 100 万美元。 
| 地方         | 团队            | 奖金（美元） |
| ------------ | --------------- | ------------ |
| 第一名       | Evil Geniuses   | $1,000,000   |
| 第二名       | Paper Rex       | $400,000     |
| 第三名       | LOUD            | $250,000     |
| 第四名       | Fnatic          | $130,000     |
| 第五至第六名 | DRX             | $85,000      |
| 第五至第六名 | EDward Gaming   | $85,000      |
| 第七至第八   | FUT Esports     | $50,000      |
| 第七至第八   | Bilibili Gaming | $50,000      |
| 9名至12名    | Natus Vincere   | $30,000      |
| 9名至12名    | T1              | $30,000      |
| 9名至12名    | NRG Esports     | $30,000      |
| 9名至12名    | Giants Gaming   | $30,000      |
| 13名至16名   | KRÜ Esports     | $20,000      |
| 13名至16名   | FunPlus Phoenix | $20,000      |
| 13名至16名   | ZETA DIVISION   | $20,000      |
| 13名至16名   | Team Liquid     | $20,000      |

## 外部連結
- 《特戰英豪》電子競技官方網站 （页面存档备份，存于）